# Tamás Kásás
Tamás Kásás (Budimpešta, 20. srpnja 1976.), bivši mađarski vaterpolist. Igrao je za Pro Recco, visok je 200 cm i ima masu 90 kg. Poznat je kao najbolji obrambeni igrač svoga vremena, ako ne i najbolji svih vremena. Poznat je po svojim blokovima i prolazima u jedan na jedan situacijama, kao i po vrlo preciznom pucnju. Sin je Zoltána, također bivšeg mađarskog reprezentativca. Tamás je počeo trenirati u dobi od 6 godina, a za reprezentaciju Mađarske debitirao je 1995.